# Challenger Cup w Piłce Siatkowej Mężczyzn 2018
Challenger Cup w piłce siatkowej mężczyzn 2018 (ang. 2018 FIVB Men's Volleyball Challenger Cup) – pierwsza edycja corocznego międzynarodowego turnieju siatkówki mężczyzn organizowanego przez Międzynarodową Federację Piłki Siatkowej (FIVB) w którym bierze udział sześć drużyn narodowych i który pełni funkcję kwalifikacji do Ligi Narodów Mężczyzn FIVB. Turniej odbył się w hali Centro de Desportos e Congressos de Matosinhos w Matosinhos w Portugalii w dniach 20-24 czerwca 2018 r.

## Zakwalifikowane zespoły
| Reprezentacja | Konfederacja | Sposób kwalifikacji                      | Data kwalifikacji | Miejsce w rankingu FIVB |
| ------------- | ------------ | ---------------------------------------- | ----------------- | ----------------------- |
| Kazachstan    | AVC          | zwycięzca kwalifikacji federacji AVC     | 20.05.2018        | 35                      |
| Chile         | CSV          | zwycięzca kwalifikacji federacji CSV     | 20.05.2018        | 41                      |
| Portugalia    | CEV          | gospodarz                                | 06.06.2018        | 30                      |
| Kuba          | NORCECA      | zwycięzca kwalifikacji federacji NORCECA | 09.06.2018        | 16                      |
| Estonia       | CEV          | zwycięzca Złotej Ligi Europejskiej 2018  | 13.06.2018        | 32                      |
| Czechy        | CEV          | wicemistrz Złotej Ligi Europejskiej 2018 | 13.06.2018        | 27                      |

## Format rozgrywek
Rozgrywano fazę grupową (preeliminacyjną), półfinały i finał. Pierwsza faza składała się z rozgrywek w dwóch grupach, w każdej z nich znalazły się po 3 drużyny. Zespoły w fazie grupowej zostały rozstawione według systemu serpentynowego, zgodnie z ich światowym rankingiem FIVB na dzień 7 lipca 2017 r. Do tej grupy puli mogą trafić nie więcej niż dwie drużyny z tej samej Konfederacji Kontynentalnej. W przypadku, gdy trzecia drużyna z tej samej Konfederacji Kontynentalnej zostanie umieszczona w tej samej grupie zgodnie z Rankingiem Światowym, trzecia drużyna zostanie przeniesiona do drugiej grupy. Najlepsze dwa zespoły awansowały do półfinałów.  W półfinałach 1 drużyna grupy A gra z 2 zespołem grupy B, a 2 drużyna grupy A gra z 1 zespołem grupy B. Rozgrywano mecz o 3. miejsce. Zwycięzca finału awansował do rozgrywek Ligi Narodów FIVB 2019.

## Rozgrywki
- Lokalizacja: Centro de Desportos e Congressos de Matosinhos, Matosinhos,  Portugalia
- Wszystkie podane czasy są lokalne (UTC+01:00).

### Runda preeliminacyjna (grupowa)

#### Grupa A

##### Tabela
| Lp. | Drużyna    | Mecze | Mecze   | Mecze   | Pkt | Sety | Sety | Sety  | Małe punkty | Małe punkty | Małe punkty |
| Lp. | Drużyna    | M     | W (3:2) | P (2:3) | Pkt | wyg. | prz. | ratio | zdob.       | str.        | ratio       |
| --- | ---------- | ----- | ------- | ------- | --- | ---- | ---- | ----- | ----------- | ----------- | ----------- |
| 1   | Portugalia | 2     | 2 (0)   | 0 (0)   | 6   | 6    | 0    | MAX   | 150         | 113         | 1.327       |
| 2   | Estonia    | 2     | 1 (0)   | 1 (0)   | 3   | 3    | 4    | 0.750 | 149         | 161         | 0.925       |
| 3   | Kazachstan | 2     | 0 (0)   | 2 (0)   | 0   | 1    | 6    | 0.167 | 144         | 169         | 0.852       |

Źródło: 
Punktacja: 3:0 i 3:1 – 3 pkt; 3:2 – 2 pkt; 2:3 – 1 pkt; 1:3 i 0:3 – 0 pkt
Zasady ustalania kolejności: 1. liczba zwycięstw; 2. liczba punktów; 3. stosunek setów; 4. stosunek małych punktów; 5. bilans w bezpośrednich meczach
     awans do półfinałów

##### Terminarz i wyniki
| Data       | Godz. | Drużyna 1  | Wynik | Drużyna 2  | 1     | 2     | 3     | 4     | 5 | * |
| ---------- | ----- | ---------- | ----- | ---------- | ----- | ----- | ----- | ----- | - | - |
| 20.06.2018 | 21:00 | Portugalia | 3:0   | Estonia    | 25:19 | 25:16 | 25:20 |       |   |   |
| 21.06.2018 | 18:00 | Estonia    | 3:1   | Kazachstan | 25:22 | 19:25 | 25:19 | 25:20 |   |   |
| 22.06.2018 | 21:00 | Kazachstan | 0:3   | Portugalia | 23:25 | 19:25 | 16:25 |       |   |   |

#### Grupa B

##### Tabela
| Lp. | Drużyna | Mecze | Mecze   | Mecze   | Pkt | Sety | Sety | Sety  | Małe punkty | Małe punkty | Małe punkty |
| Lp. | Drużyna | M     | W (3:2) | P (2:3) | Pkt | wyg. | prz. | ratio | zdob.       | str.        | ratio       |
| --- | ------- | ----- | ------- | ------- | --- | ---- | ---- | ----- | ----------- | ----------- | ----------- |
| 1   | Czechy  | 2     | 2 (0)   | 0 (0)   | 6   | 6    | 0    | MAX   | 150         | 112         | 1.339       |
| 2   | Kuba    | 2     | 1 (0)   | 1 (0)   | 3   | 3    | 4    | 0.750 | 179         | 183         | 0.978       |
| 3   | Chile   | 2     | 0 (0)   | 2 (0)   | 0   | 1    | 6    | 0.167 | 158         | 192         | 0.823       |

Źródło: 
Punktacja: 3:0 i 3:1 – 3 pkt; 3:2 – 2 pkt; 2:3 – 1 pkt; 1:3 i 0:3 – 0 pkt
Zasady ustalania kolejności: 1. liczba zwycięstw; 2. liczba punktów; 3. stosunek setów; 4. stosunek małych punktów; 5. bilans w bezpośrednich meczach
     awans do półfinałów

##### Terminarz i wyniki
| Data       | Godz. | Drużyna 1 | Wynik | Drużyna 2 | 1     | 2     | 3     | 4     | 5 | * |
| ---------- | ----- | --------- | ----- | --------- | ----- | ----- | ----- | ----- | - | - |
| 20.06.2018 | 18:00 | Kuba      | 0:3   | Czechy    | 19:25 | 22:25 | 21:25 |       |   |   |
| 21.06.2018 | 21:00 | Czechy    | 3:0   | Chile     | 25:15 | 25:17 | 25:18 |       |   |   |
| 22.06.2018 | 18:00 | Chile     | 1:3   | Kuba      | 36:38 | 22:25 | 31:29 | 19:25 |   |   |

### Runda finałowa

#### Drabinka
|  |            |            |            |                   |   |        |        |       |
|  | Półfinały  | Półfinały  | Półfinały  |                   |   | Finał  | Finał  | Finał |
|  | Półfinały  | Półfinały  | Półfinały  |                   |   | Finał  | Finał  | Finał |
|  | 23 czerwca |            |            |                   |   |        |        |       |
|  |            |            |            |                   |   |        |        |       |
|  | Czechy     | Czechy     | 3          |                   |   |        |        |       |
|  | Czechy     | Czechy     | 3          | 24 czerwca        |   |        |        |       |
|  | Estonia    | Estonia    | 1          |                   |   |        |        |       |
|  | Estonia    | Estonia    | 1          |                   |   | Czechy | Czechy | 1     |
|  | 23 czerwca |            |            |                   |   | Czechy | Czechy | 1     |
|  |            |            | Portugalia | Portugalia        | 3 |        |        |       |
|  | Portugalia | Portugalia | Portugalia | Portugalia        | 3 | 3      |        |       |
|  | Portugalia | Portugalia |            |                   |   |        |        |       |
|  | Kuba       | Kuba       | 0          |                   |   |        |        |       |
|  | Kuba       | Kuba       | 0          | Mecz o 3. miejsce |   |        |        |       |
|  |            |            |            |                   |   |        |        |       |
|  | 24 czerwca |            |            |                   |   |        |        |       |
|  |            |            |            |                   |   |        |        |       |
|  | Estonia    | Estonia    | 3          |                   |   |        |        |       |
|  | Estonia    | Estonia    | 3          |                   |   |        |        |       |
|  | Kuba       | Kuba       | 0          |                   |   |        |        |       |
|  | Kuba       | Kuba       | 0          |                   |   |        |        |       |

#### Półfinały
| Data       | Godz. | Drużyna 1  | Wynik | Drużyna 2 | 1     | 2     | 3     | 4     | 5 | * |
| ---------- | ----- | ---------- | ----- | --------- | ----- | ----- | ----- | ----- | - | - |
| 23.06.2018 | 15:00 | Czechy     | 3:1   | Estonia   | 29:31 | 27:25 | 25:18 | 25:21 |   |   |
| 23.06.2018 | 18:00 | Portugalia | 3:0   | Kuba      | 25:22 | 25:21 | 26:24 |       |   |   |

#### Mecz o 3. miejsce
| Data       | Godz. | Drużyna 1 | Wynik | Drużyna 2 | 1     | 2     | 3     | 4 | 5 | * |
| ---------- | ----- | --------- | ----- | --------- | ----- | ----- | ----- | - | - | - |
| 24.06.2018 | 15:00 | Estonia   | 3:0   | Kuba      | 30:28 | 25:21 | 25:16 |   |   |   |

#### Finał
| Data       | Godz. | Drużyna 1 | Wynik | Drużyna 2  | 1     | 2     | 3     | 4     | 5 | * |
| ---------- | ----- | --------- | ----- | ---------- | ----- | ----- | ----- | ----- | - | - |
| 24.06.2018 | 18:00 | Czechy    | 1:3   | Portugalia | 25:18 | 22:25 | 19:25 | 16:25 |   |   |

## Klasyfikacja końcowa
| Miejsce | Reprezentacja |
| ------- | ------------- |
| złoto   | Portugalia    |
| srebro  | Czechy        |
| brąz    | Estonia       |
| 4       | Kuba          |
| 5       | Chile         |
| 6       | Kazachstan    |

     awans do Ligi Narodów 2019